# Chiaki Kuriyama

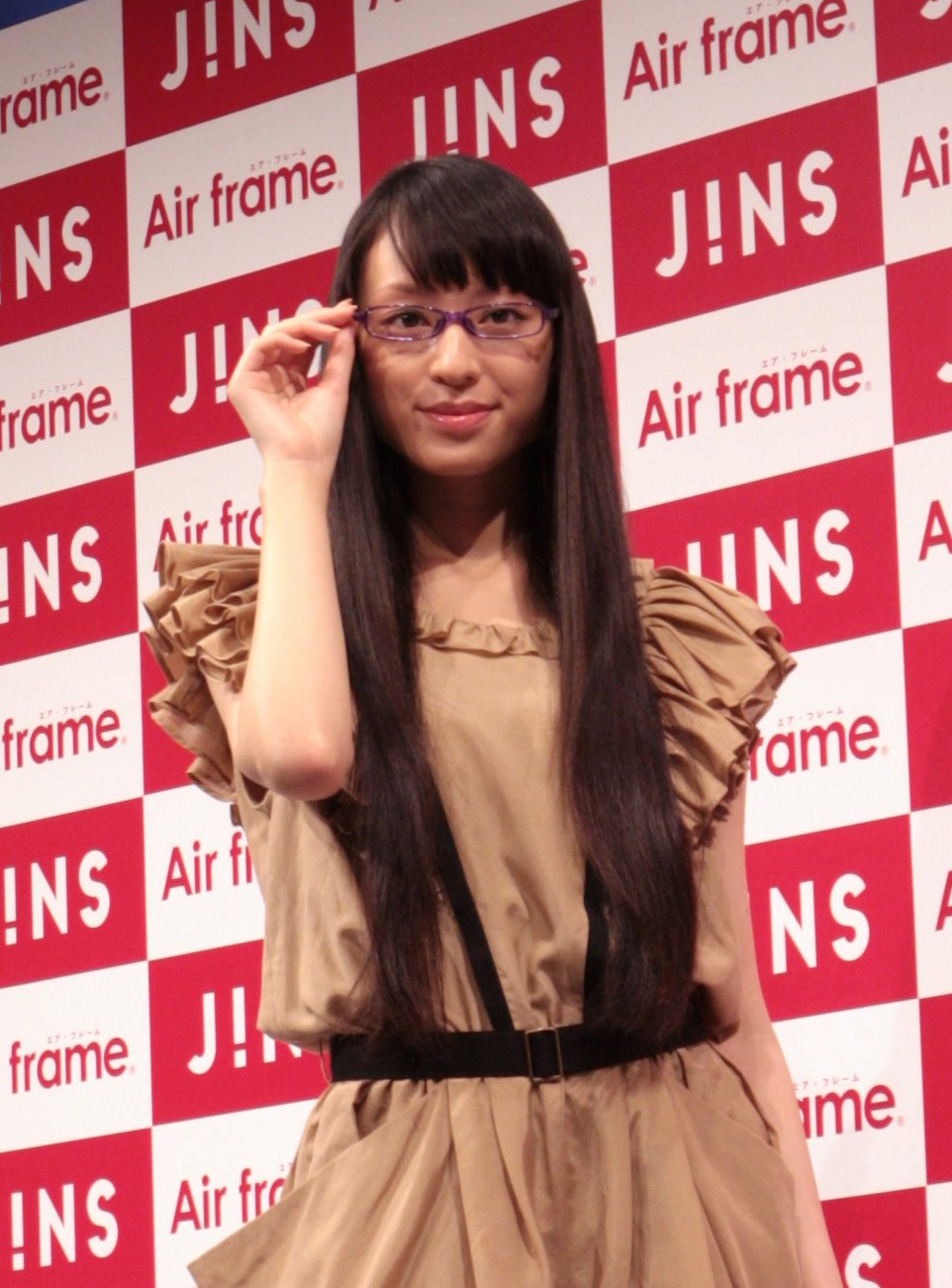
Chiaki Kuriyama (2010)

Chiaki Kuriyama (jap. 栗山 千明 Kuriyama Chiaki; ur. 10 października 1984 w Tsuchiurze) - japońska modelka, gimnastyczka i aktorka.

## Życiorys
Od najmłodszych lat znana była wśród japońskich modelek. Pierwsze kroki w filmie stawiała już w 1995 r., ale dopiero rola w filmie Battle Royale dała jej rozgłos i otworzyła drogę na Zachód, gdy Quentin Tarantino zaproponował angaż do swojego filmu Kill Bill. Kreacja morderczej licealistki Gogo Yubari przyniosła jej popularność w USA i ukształtowała wizerunek. Do dziś jest kojarzona z wojowniczą nastolatką w uczniowskim mundurku. Od dziecka trenuje gimnastykę sportową.

## Filmografia
- 1995: Toire no Hanako-san
- 1995: Gonin
- 1999: Eden's Bowy jako Konyako Persia
- 1999: Shikoku
- 2000: Ju-on jako Mizuho Tamura
- 2000: Battle Royal jako Takako Chigusa
- 2000: Tajuu jinkaku tantei saiko - Amamiya Kazuhiko no kikan
- 2000: Kamen gakuen
- 2001: R-17
- 2003: Itsuka 'A' torein ni notte jako Yuki Noguchi
- 2003: Kill Bill jako Gogo Yubari
- 2003: Klątwa Ju-on
- 2004: Kagen no tsuki jako Mizuki
- 2004: Kill Bill 2 jako Gogo Yubari
- 2005: Scrap Heven
- 2005: W stronę słońca jako córka gubernatora
- 2005: Yōkai daisensō
- 2005: Azumi 2: Miłość albo śmierć jako Kozue
- 2007: Tokkyu Tanaka 3 Go jako Meguro Terumi
- 2007: Ekusute jako Yuko Mizushima
- 2008: Kids jako Shiho
- 2008: Sukai kurora
- 2008: Ashita no Kita Yoshio